# Албанска кула
Албанската кула или Кулата на Свети Георги (на гръцки: Πύργος Αλβανού, на сръбски: Арбанашки пирг, Арбанаски пирг, Арбанаска кула) е средновековно отбранително съоръжение в развалини, разположено на полуостров Света гора, Халкидики, Гърция. Принадлежи на Хилендарския манастир.

## Местоположение
Развалините на кулата се намират южно от манастира, точно до изоставения скит „Света Троица“, близо до пътя, който води до южното пристанище (арсана) на манастира Йованица.

## История
Точната дата на построяване не е известна. Първоначално трябва да е била чисто отбранителна кула, служеща за убежище на монасите в случай на пиратски набези. Много вероятно е да е построена по същото време като Кулата на Свети Сава в Хилендарския манастир, с която има конструктивни прилики, така че приблизителната дата на строеж е XII век.
През XV век кулата принадлежи на Гьон Кастриоти, владетел на Северна Албания. Според документ от 1421-1422 година Гьон Кастриоти купува кулата и 4 аделфата за себе си и за трима от синовете си от Хиландарския манастир за сумата от 60 венециански флорина. Сигурно е, че поне един от синовете на Гьон Кастриоти, Репош е живял няколко години в кулата. Неговият гроб се пази в Хиландарския манастир, а самият Гьон вероятно е починал като монах там през 1437 година. Когато Кастриоти я купува, той вероятно е направил радикален ремонт и може би тогава са добавени други сгради.
Кулата е върната на манастира Хиландар към края на XV век, може би в 1468 година, след смъртта на всички облагодетелствани от аделфата, закупени от Кастриоти. През следващия период там е създадена общност от монаси - очевидно организирана според стандартите на скит - която успява да получи в продължение на няколко десетилетия, поне до 1528 година, богати дарения от владетелите на Влашко. В различните монашески документи от онова време, свързани с тези дарения се утвърждава името Албанската кула (Арбанаский пирг), а понякога се използва и името Кулата на Свети Георги.
Кулата продължава да бъде обитавана от монаси през следващите векове. На медна гравюра от 1757 година, в която е изобразен Хиландарският манастир с неговите имоти, се вижда и Албанската кула. На груби репродукции на творбата името е и написано).
Скитът Света Троица е изоставен в началото на XX век и може би и кулата е изоставена тогава, но може и да е изоставена много по-рано.

## Описание
Представлява сравнително малка кула, почти квадратна, с два плитки издадени контрафорса отвън от всяка страна. Подпорите в основата са издадени само 35 cm от останалата зидария. Те трябва да са минавали по цялата височина на всяка страна, до върха, както е при други подобни кули на Света гора. Особено плитките контрафорси са характерни за някои кули от XI - XII век на Атон, като кулите на разрушения манастир Кацари, на Кулата на Преображение Господне на Ватопед (първа фаза) и Кулата на Свети Сава в Хилендар.
Албанската кула е запазена на максимална височина от 6 m. Първоначално трябва да е бил висока поне три етажа. Размерите на основата са 6,40 m x 6,70 m. Дебелината на стените е 1,50 m. Входният отвор е повдигнат от източната страна. Влизането е ставало с подвижна дървена стълба.
От северната страна на кулата е изградена и запазена малка сводеста цистерна. Вътрешните ѝ размери са 2,3 m х 4,0 m.